# Держави-члени Організації Об'єднаних Націй
     Африканські держави (54)
     Азійсько-Тихоокеанські держави (53)
     Східноєвропейські держави (23)
     Латиноамериканські та Карибські держави (33)
     Західноєвропейські та інші держави (28)
     Позагрупова держава-член ООН (Кірибаті)

Карта держав-членів

До ООН станом на 2022 рік входить 193 держави. Із визнаних світовою спільнотою незалежних держав, в ООН не входить лише Ватикан.
Станом на квітень 2022 року членство Росії в Раді ООН з прав людини призупинено.

## Держави-члени Організації Об'єднаних Націй
- До перших членів ООН належать 50 держав, які підписали Статут Організації Об'єднаних Націй на конференції у Сан-Франциско 26 червня 1945 року (виділені синім). Польща, що не була представлена на конференції, підписавши Статут 15 жовтня 1945 року долучилася до держав-засновниць як 51 держава.

| №   | Країна                           | Частина світу       | Дата вступу       | Статус           | Інформація                                                                 |
| --- | -------------------------------- | ------------------- | ----------------- | ---------------- | -------------------------------------------------------------------------- |
| 1   | Австралія                        | Австралія і Океанія | 1 листопада 1945  | Країна-засновник |                                                                            |
| 2   | Австрія                          | Європа              | 14 грудня 1955    |                  |                                                                            |
| 3   | Азербайджан                      | Азія                | 2 березня 1992    |                  | Колишній член: СРСР/АзРСР                                                  |
| 4   | Албанія                          | Європа              | 14 грудня 1955    |                  |                                                                            |
| 5   | Алжир                            | Африка              | 8 жовтня 1962     |                  |                                                                            |
| 6   | Ангола                           | Африка              | 1 грудня 1976     |                  |                                                                            |
| 7   | Андорра                          | Європа              | 28 липня 1993     |                  |                                                                            |
| 8   | Антигуа і Барбуда                | Америка             | 11 листопада 1981 |                  |                                                                            |
| 9   | Аргентина                        | Америка             | 24 жовтня 1945    | Країна-засновник |                                                                            |
| 10  | Афганістан                       | Азія                | 19 листопада 1946 |                  |                                                                            |
| 11  | Багамські Острови                | Америка             | 18 вересня 1973   |                  |                                                                            |
| 12  | Бангладеш                        | Азія                | 17 вересня 1974   |                  |                                                                            |
| 13  | Барбадос                         | Америка             | 9 грудня 1966     |                  |                                                                            |
| 14  | Бахрейн                          | Азія                | 21 вересня 1971   |                  |                                                                            |
| 15  | Беліз                            | Америка             | 25 вересня 1981   |                  |                                                                            |
| 16  | Бельгія                          | Європа              | 27 грудня 1945    | Країна-засновник |                                                                            |
| 17  | Бенін                            | Африка              | 20 вересня 1960   |                  | Колишня назва: Республіка Дагомея                                          |
| 18  | Білорусь                         | Європа              | 24 жовтня 1945    | Країна-засновник | Колишній член: СРСР/БРСР                                                   |
| 19  | Болгарія                         | Європа              | 14 грудня 1955    |                  |                                                                            |
| 20  | Болівія                          | Америка             | 14 листопада 1945 | Країна-засновник |                                                                            |
| 21  | Боснія і Герцеговина             | Європа              | 22 травня 1992    |                  | Колишній член: Югославія                                                   |
| 22  | Ботсвана                         | Африка              | 17 жовтня 1966    |                  |                                                                            |
| 23  | Бразилія                         | Америка             | 24 жовтня 1945    | Країна-засновник |                                                                            |
| 24  | Бруней                           | Азія                | 21 вересня 1984   |                  |                                                                            |
| 25  | Буркіна-Фасо                     | Африка              | 20 вересня 1960   |                  | Колишня назва: Республіка Верхня Вольта                                    |
| 26  | Бурунді                          | Африка              | 18 вересня 1962   |                  |                                                                            |
| 27  | Бутан                            | Азія                | 21 вересня 1971   |                  |                                                                            |
| 28  | В'єтнам                          | Азія                | 20 вересня 1977   |                  |                                                                            |
| 29  | Вануату                          | Австралія і Океанія | 15 вересня 1981   |                  |                                                                            |
| 30  | Велика Британія                  | Європа              | 24 жовтня 1945    | Країна-засновник |                                                                            |
| 31  | Венесуела                        | Америка             | 15 листопада 1945 | Країна-засновник |                                                                            |
| 32  | Вірменія                         | Азія                | 2 березня 1992    |                  | Колишній член: СРСР/ВРСР                                                   |
| 33  | Габон                            | Африка              | 20 вересня 1960   |                  |                                                                            |
| 34  | Гаїті                            | Америка             | 24 жовтня 1945    | Країна-засновник |                                                                            |
| 35  | Гамбія                           | Африка              | 21 вересня 1965   |                  |                                                                            |
| 36  | Гана                             | Африка              | 8 березня 1957    |                  |                                                                            |
| 37  | Гаяна                            | Америка             | 20 вересня 1966   |                  |                                                                            |
| 38  | Гватемала                        | Америка             | 21 листопада 1945 | Країна-засновник |                                                                            |
| 39  | Гвінея                           | Африка              | 12 грудня 1958    |                  |                                                                            |
| 40  | Гвінея-Бісау                     | Африка              | 17 вересня 1974   |                  |                                                                            |
| 41  | Гондурас                         | Америка             | 17 грудня 1945    | Країна-засновник |                                                                            |
| 42  | Гренада                          | Америка             | 17 вересня 1974   |                  |                                                                            |
| 43  | Греція                           | Європа              | 25 жовтня 1945    | Країна-засновник |                                                                            |
| 44  | Грузія                           | Азія                | 31 липня 1992     |                  | Колишній член: СРСР/ГРСР                                                   |
| 45  | Данія                            | Європа              | 24 жовтня 1945    | Країна-засновник |                                                                            |
| 46  | Джибуті                          | Африка              | 20 вересня 1977   |                  |                                                                            |
| 47  | Домініка                         | Америка             | 18 грудня 1978    |                  |                                                                            |
| 48  | Домініканська Республіка         | Америка             | 24 жовтня 1945    | Країна-засновник |                                                                            |
| 49  | ДР Конго                         | Африка              | 20 вересня 1960   |                  | Колишня назва: Заїр                                                        |
| 50  | Еквадор                          | Америка             | 21 грудня 1945    | Країна-засновник |                                                                            |
| 51  | Екваторіальна Гвінея             | Африка              | 12 листопада 1968 |                  |                                                                            |
| 52  | Еритрея                          | Африка              | 28 травня 1993    |                  |                                                                            |
| 53  | Есватіні                         | Африка              | 24 вересня 1968   |                  | Колишня назва: Свазіленд                                                   |
| 54  | Естонія                          | Європа              | 17 вересня 1991   |                  | Колишній член: СРСР/ЕРСР                                                   |
| 55  | Ефіопія                          | Африка              | 13 листопада 1945 | Країна-засновник |                                                                            |
| 56  | Єгипет                           | Африка              | 24 жовтня 1945    | Країна-засновник | Колишній член: Об'єднана Арабська Республіка                               |
| 57  | Ємен                             | Азія                | 30 вересня 1947   |                  | Колишній член: Південний Ємен та Північний Ємен                            |
| 58  | Замбія                           | Африка              | 1 грудня 1964     |                  |                                                                            |
| 59  | Зімбабве                         | Африка              | 25 серпня 1980    |                  |                                                                            |
| 60  | Ізраїль                          | Азія                | 11 травня 1949    |                  |                                                                            |
| 61  | Індія                            | Азія                | 30 жовтня 1945    | Країна-засновник | Колишній член: Британська Індія                                            |
| 62  | Індонезія                        | Азія                | 28 вересня 1950   |                  | Не член у 1965—1966                                                        |
| 63  | Ірак                             | Азія                | 21 грудня 1945    | Країна-засновник |                                                                            |
| 64  | Іран                             | Азія                | 24 жовтня 1945    | Країна-засновник |                                                                            |
| 65  | Ірландія                         | Європа              | 14 грудня 1955    |                  |                                                                            |
| 66  | Ісландія                         | Європа              | 19 листопада 1946 |                  |                                                                            |
| 67  | Іспанія                          | Європа              | 14 грудня 1955    |                  |                                                                            |
| 68  | Італія                           | Європа              | 14 грудня 1955    |                  |                                                                            |
| 69  | Йорданія                         | Азія                | 14 грудня 1955    |                  |                                                                            |
| 70  | Кабо-Верде                       | Африка              | 16 вересня 1975   |                  |                                                                            |
| 71  | Казахстан                        | Азія                | 2 березня 1992    |                  | Колишній член: СРСР/КазРСР                                                 |
| 72  | Камбоджа                         | Азія                | 14 грудня 1955    |                  |                                                                            |
| 73  | Камерун                          | Африка              | 20 вересня 1960   |                  |                                                                            |
| 74  | Канада                           | Америка             | 9 листопада 1945  | Країна-засновник |                                                                            |
| 75  | Катар                            | Азія                | 21 вересня 1971   |                  |                                                                            |
| 76  | Кенія                            | Африка              | 16 грудня 1963    |                  |                                                                            |
| 77  | Киргизстан                       | Азія                | 2 березня 1992    |                  | Колишній член: СРСР/КРСР                                                   |
| 78  | Кіпр                             | Азія                | 20 вересня 1960   |                  |                                                                            |
| 79  | Кірибаті                         | Австралія і Океанія | 14 вересня 1999   |                  |                                                                            |
| 80  | КНР                              | Азія                | 24 жовтня 1945    | Країна-засновник | Колишній член: Республіка Китай                                            |
| 81  | Колумбія                         | Америка             | 5 листопада 1945  | Країна-засновник |                                                                            |
| 82  | Коморські Острови                | Африка              | 12 листопада 1975 |                  |                                                                            |
| 83  | Коста-Рика                       | Америка             | 2 листопада 1945  | Країна-засновник |                                                                            |
| 84  | Кот-д'Івуар                      | Африка              | 20 вересня 1960   |                  |                                                                            |
| 85  | Куба                             | Америка             | 24 жовтня 1945    | Країна-засновник |                                                                            |
| 86  | Кувейт                           | Азія                | 14 травня 1963    |                  |                                                                            |
| 87  | Лаос                             | Азія                | 14 грудня 1955    |                  |                                                                            |
| 88  | Латвія                           | Європа              | 17 вересня 1991   |                  | Колишній член: СРСР/ЛРСР                                                   |
| 89  | Лесото                           | Африка              | 17 жовтня 1966    |                  |                                                                            |
| 90  | Литва                            | Європа              | 17 вересня 1991   |                  | Колишній член: СРСР/ЛитРСР                                                 |
| 91  | Ліберія                          | Африка              | 2 листопада 1945  | Країна-засновник |                                                                            |
| 92  | Ліван                            | Азія                | 24 жовтня 1945    | Країна-засновник |                                                                            |
| 93  | Лівія                            | Африка              | 14 грудня 1955    |                  |                                                                            |
| 94  | Ліхтенштейн                      | Європа              | 18 вересня 1990   |                  |                                                                            |
| 95  | Люксембург                       | Європа              | 24 жовтня 1945    | Країна-засновник |                                                                            |
| 96  | М'янма                           | Азія                | 19 квітня 1948    |                  | Колишня назва: Бірма                                                       |
| 97  | Маврикій                         | Африка              | 24 квітня 1968    |                  |                                                                            |
| 98  | Мавританія                       | Африка              | 27 жовтня 1961    |                  |                                                                            |
| 99  | Мадагаскар                       | Африка              | 20 вересня 1960   |                  | Колишня назва: Малагасійська Республіка                                    |
| 100 | Малаві                           | Африка              | 1 грудня 1964     |                  |                                                                            |
| 101 | Малайзія                         | Азія                | 17 вересня 1957   |                  | Колишній член: Малайська Федерація                                         |
| 102 | Малі                             | Африка              | 28 вересня 1960   |                  |                                                                            |
| 103 | Мальдіви                         | Азія                | 21 вересня 1965   |                  |                                                                            |
| 104 | Мальта                           | Європа              | 1 грудня 1964     |                  |                                                                            |
| 105 | Марокко                          | Африка              | 12 листопада 1956 |                  |                                                                            |
| 106 | Маршаллові Острови               | Австралія і Океанія | 17 вересня 1991   |                  |                                                                            |
| 107 | Мексика                          | Америка             | 7 листопада 1945  | Країна-засновник |                                                                            |
| 108 | Мозамбік                         | Африка              | 16 вересня 1975   |                  |                                                                            |
| 109 | Молдова                          | Європа              | 2 березня 1992    |                  | Колишній член: СРСР/МРСР                                                   |
| 110 | Монако                           | Європа              | 28 травня 1993    |                  |                                                                            |
| 111 | Монголія                         | Азія                | 27 жовтня 1961    |                  |                                                                            |
| 112 | Намібія                          | Африка              | 23 квітня 1990    |                  |                                                                            |
| 113 | Науру                            | Австралія і Океанія | 14 вересня 1999   |                  |                                                                            |
| 114 | Непал                            | Азія                | 14 грудня 1955    |                  |                                                                            |
| 115 | Нігер                            | Африка              | 20 вересня 1960   |                  |                                                                            |
| 116 | Нігерія                          | Африка              | 7 жовтня 1960     |                  |                                                                            |
| 117 | Нідерланди                       | Європа              | 10 грудня 1945    | Країна-засновник |                                                                            |
| 118 | Нікарагуа                        | Америка             | 24 жовтня 1945    | Країна-засновник |                                                                            |
| 119 | Німеччина                        | Європа              | 18 вересня 1973   |                  | Колишній член: НДР                                                         |
| 120 | Нова Зеландія                    | Австралія і Океанія | 24 жовтня 1945    | Країна-засновник |                                                                            |
| 121 | Норвегія                         | Європа              | 7 листопада 1945  | Країна-засновник |                                                                            |
| 122 | ОАЕ                              | Азія                | 9 грудня 1971     |                  |                                                                            |
| 123 | Оман                             | Азія                | 7 жовтня 1971     |                  |                                                                            |
| 124 | Пакистан                         | Азія                | 30 вересня 1947   |                  |                                                                            |
| 125 | Палау                            | Австралія і Океанія | 15 грудня 1994    |                  |                                                                            |
| 126 | Панама                           | Америка             | 13 листопада 1945 | Країна-засновник |                                                                            |
| 127 | Папуа Нова Гвінея                | Австралія і Океанія | 10 жовтня 1975    |                  |                                                                            |
| 128 | ПАР                              | Африка              | 7 листопада 1945  | Країна-засновник |                                                                            |
| 129 | Парагвай                         | Америка             | 24 жовтня 1945    | Країна-засновник |                                                                            |
| 130 | Перу                             | Америка             | 31 жовтня 1945    | Країна-засновник |                                                                            |
| 131 | Південна Корея                   | Азія                | 17 вересня 1991   |                  |                                                                            |
| 132 | Південний Судан                  | Африка              | 14 липня 2011     |                  |                                                                            |
| 133 | Північна Корея                   | Азія                | 17 вересня 1991   |                  |                                                                            |
| 134 | Польща                           | Європа              | 24 жовтня 1945    | Країна-засновник |                                                                            |
| 135 | Португалія                       | Європа              | 14 грудня 1955    |                  |                                                                            |
| 136 | Північна Македонія               | Європа              | 8 квітня 1993     |                  | Колишній член: Югославія                                                   |
| 137 | Республіка Конго                 | Африка              | 20 вересня 1960   |                  |                                                                            |
| 138 | Росія                            | Європа              | 24 грудня 1991    |                  | Колишній член: СРСР/РРФСР                                                  |
| 139 | Руанда                           | Африка              | 18 вересня 1962   |                  |                                                                            |
| 140 | Румунія                          | Європа              | 14 грудня 1955    |                  |                                                                            |
| 141 | Сальвадор                        | Америка             | 24 жовтня 1945    | Країна-засновник |                                                                            |
| 142 | Самоа                            | Австралія і Океанія | 15 грудня 1976    |                  |                                                                            |
| 143 | Сан-Марино                       | Європа              | 2 березня 1992    |                  |                                                                            |
| 144 | Сан-Томе і Принсіпі              | Африка              | 16 вересня 1975   |                  |                                                                            |
| 145 | Саудівська Аравія                | Азія                | 24 жовтня 1945    | Країна-засновник |                                                                            |
| 146 | Сейшельські Острови              | Африка              | 21 вересня 1976   |                  |                                                                            |
| 147 | Сенегал                          | Африка              | 28 вересня 1960   |                  |                                                                            |
| 148 | Сент-Вінсент і Гренадини         | Америка             | 16 вересня 1980   |                  |                                                                            |
| 149 | Сент-Кіттс і Невіс               | Америка             | 23 вересня 1983   |                  |                                                                            |
| 150 | Сент-Люсія                       | Америка             | 18 вересня 1979   |                  |                                                                            |
| 151 | Сербія                           | Європа              | 1 листопада 2000  |                  | Колишній член: Югославія та Сербія та Чорногорія                           |
| 152 | Сирія                            | Азія                | 24 жовтня 1945    | Країна-засновник | Колишній член: Об'єднана Арабська Республіка                               |
| 153 | Сінгапур                         | Азія                | 21 вересня 1965   |                  | Колишній член: Малайзія                                                    |
| 154 | Словаччина                       | Європа              | 19 січня 1993     |                  | Колишній член: Чехословаччина                                              |
| 155 | Словенія                         | Європа              | 22 травня 1992    |                  | Колишній член: Югославія                                                   |
| 156 | Соломонові Острови               | Австралія і Океанія | 19 вересня 1978   |                  |                                                                            |
| 157 | Сомалі                           | Африка              | 20 вересня 1960   |                  |                                                                            |
| 158 | Судан                            | Африка              | 12 листопада 1956 |                  |                                                                            |
| 159 | Суринам                          | Америка             | 4 грудня 1975     |                  |                                                                            |
| 160 | Східний Тимор                    | Азія                | 27 вересня 2002   |                  |                                                                            |
| 161 | США                              | Америка             | 24 жовтня 1945    | Країна-засновник |                                                                            |
| 162 | Сьєрра-Леоне                     | Африка              | 27 вересня 1961   |                  |                                                                            |
| 163 | Таджикистан                      | Азія                | 2 березня 1992    |                  | Колишній член: СРСР/ТРСР                                                   |
| 164 | Таїланд                          | Азія                | 16 грудня 1946    |                  |                                                                            |
| 165 | Танзанія                         | Африка              | 14 грудня 1961    |                  | Колишній член: Танганьїка (держава) та Народна Республіка Занзібар і Пемба |
| 166 | Того                             | Африка              | 20 вересня 1960   |                  |                                                                            |
| 167 | Тонга                            | Австралія і Океанія | 14 вересня 1999   |                  |                                                                            |
| 168 | Тринідад і Тобаго                | Америка             | 18 вересня 1962   |                  |                                                                            |
| 169 | Тувалу                           | Австралія і Океанія | 5 вересня 2000    |                  |                                                                            |
| 170 | Туніс                            | Африка              | 12 листопада 1956 |                  |                                                                            |
| 171 | Туреччина                        | Азія                | 24 жовтня 1945    | Країна-засновник |                                                                            |
| 172 | Туркменістан                     | Азія                | 2 березня 1992    |                  | Колишній член: СРСР/ТурРСР                                                 |
| 173 | Уганда                           | Африка              | 25 жовтня 1962    |                  |                                                                            |
| 174 | Угорщина                         | Європа              | 14 грудня 1955    |                  |                                                                            |
| 175 | Узбекистан                       | Азія                | 2 березня 1992    |                  | Колишній член: СРСР/УзРСР                                                  |
| 176 | Україна                          | Європа              | 24 жовтня 1945    | Країна-засновник | Колишній член: СРСР/УРСР                                                   |
| 177 | Уругвай                          | Америка             | 18 грудня 1945    | Країна-засновник |                                                                            |
| 178 | Федеративні Штати Мікронезії     | Австралія і Океанія | 17 вересня 1991   |                  |                                                                            |
| 179 | Фіджі                            | Австралія і Океанія | 13 жовтня 1970    |                  |                                                                            |
| 180 | Філіппіни                        | Азія                | 24 жовтня 1945    | Країна-засновник |                                                                            |
| 181 | Фінляндія                        | Європа              | 14 грудня 1955    |                  |                                                                            |
| 182 | Франція                          | Європа              | 24 жовтня 1945    | Країна-засновник |                                                                            |
| 183 | Хорватія                         | Європа              | 22 травня 1992    |                  | Колишній член: Югославія                                                   |
| 184 | Центральноафриканська Республіка | Африка              | 20 вересня 1960   |                  | Колишня назва: Центральноафриканська імперія                               |
| 185 | Чад                              | Африка              | 20 вересня 1960   |                  |                                                                            |
| 186 | Чехія                            | Європа              | 19 січня 1993     |                  | Колишній член: Чехословаччина                                              |
| 187 | Чилі                             | Америка             | 24 жовтня 1945    | Країна-засновник |                                                                            |
| 188 | Чорногорія                       | Європа              | 28 червня 2006    |                  | Колишній член: Югославія та Сербія та Чорногорія                           |
| 189 | Швейцарія                        | Європа              | 10 вересня 2002   |                  |                                                                            |
| 190 | Швеція                           | Європа              | 19 листопада 1946 |                  |                                                                            |
| 191 | Шрі-Ланка                        | Азія                | 14 грудня 1955    |                  | Колишня назва: Цейлон                                                      |
| 192 | Ямайка                           | Америка             | 18 вересня 1962   |                  |                                                                            |
| 193 | Японія                           | Азія                | 18 грудня 1956    |                  |                                                                            |